# Liste der Nummer-eins-Country-Alben in den USA (2006)
Dies ist eine Liste der Nummer-eins-Alben in den von Billboard ermittelten Verkaufscharts für Country-Alben in den USA im Jahr 2006. In diesem Jahr gab es siebzehn Nummer-eins-Alben.

| ← 2005 ← | Liste der Nummer-eins-Country-Alben in den USA | Liste der Nummer-eins-Country-Alben in den USA | Liste der Nummer-eins-Country-Alben in den USA | 2007 →                    |
| \| Zeitraum \| Wo. ges. \| Interpret \| Titel \| Zusätzliche Informationen \| \| (Zeitraum, Wochen auf Platz eins, Interpret, Titel, zusätzliche Informationen) \| \| \| \| \| \| ------------------------------------------------------------------------------ \| -------- \| ---------------- \| -------------------------------------- \| ------------------------- \| \| 31. Dezember 2005 – 10. Februar 2006 6 Wochen (insgesamt 9) \| 9 \| Carrie Underwood \| Some Hearts[1] \| — \| \| 11. Februar 2006 – 17. Februar 2006 1 Woche (insgesamt 1) \| 1 \| Josh Turner \| Your Man[2] \| — \| \| 18. Februar 2006 – 17. März 2006 4 Wochen (insgesamt 13) \| 13 \| Carrie Underwood \| Some Hearts \| — \| \| 18. März 2006 – 24. März 2006 1 Woche (insgesamt 1) \| 1 \| Alan Jackson \| Precious Memories[3] \| — \| \| 25. März 2006 – 7. April 2006 2 Wochen (insgesamt 15) \| 15 \| Carrie Underwood \| Some Hearts \| — \| \| 8. April 2006 – 14. April 2006 1 Woche (insgesamt 1) \| 1 \| Alan Jackson \| Precious Memories \| — \| \| 15. April 2006 – 21. April 2006 1 Woche (insgesamt 1) \| 1 \| Tim McGraw \| Reflected: Greatest Hits Vol. 2[4] \| — \| \| 22. April 2006 – 9. Juni 2006 7 Wochen (insgesamt 7) \| 7 \| Rascal Flatts \| Me and My Gang[5] \| — \| \| 10. Juni 2006 – 21. Juli 2006 6 Wochen (insgesamt 6) \| 6 \| Dixie Chicks \| Taking the Long Way[6] \| — \| \| 22. Juli 2006 – 4. August 2006 2 Wochen (insgesamt 2) \| 2 \| Johnny Cash \| American V: A Hundred Highways[7] \| — \| \| 5. August 2006 – 11. August 2006 1 Woche (insgesamt 1) \| 1 \| Rodney Atkins \| If You’re Going Through Hell[8] \| — \| \| 12. August 2006 – 1. September 2006 3 Wochen (insgesamt 10) \| 10 \| Rascal Flatts \| Me and My Gang \| — \| \| 2. September 2006 – 15. September 2006 2 Wochen (insgesamt 2) \| 2 \| Trace Adkins \| Dangerous Man[9] \| — \| \| 16. September 2006 – 6. Oktober 2006 3 Wochen (insgesamt 13) \| 13 \| Rascal Flatts \| Me and My Gang \| — \| \| 7. Oktober 2006 – 13. Oktober 2006 1 Woche (insgesamt 1) \| 1 \| Kenny Chesney \| Live: Live Those Songs Again[10] \| — \| \| 14. Oktober 2006 – 20. Oktober 2006 1 Woche (insgesamt 1) \| 1 \| Alan Jackson \| Like Red on a Rose[11] \| — \| \| 21. Oktober 2006 – 27. Oktober 2006 1 Woche (insgesamt 1) \| 1 \| George Strait \| It Just Comes Natural[12] \| — \| \| 28. Oktober 2006 – 3. November 2006 1 Woche (insgesamt 1) \| 1 \| Jimmy Buffett \| Take the Weather with You[13] \| — \| \| 4. November 2006 – 10. November 2006 1 Woche (insgesamt 1) \| 1 \| Dierks Bentley \| Long Trip Alone[14] \| — \| \| 11. November 2006 – 17. November 2006 1 Woche (insgesamt 1) \| 1 \| Alabama \| Songs of Inspiration[15] \| — \| \| 18. November 2006 – 24. November 2006 1 Woche (insgesamt 1) \| 1 \| Kellie Pickler \| Small Town Girl[16] \| — \| \| 25. November 2006 – 15. Dezember 2006 3 Wochen (insgesamt 3) \| 3 \| Keith Urban \| Love, Pain & the Whole Crazy Thing[17] \| — \| \| 16. Dezember 2006 – 29. Dezember 2006 2 Wochen (insgesamt 17) \| 17 \| Carrie Underwood \| Some Hearts \| — \| |                                                |                                                |                                                |                           |
| ← 2005 |                                                |                                                |                                                | → 2007 →                  |
| Zeitraum | Wo. ges.                                       | Interpret                                      | Titel                                          | Zusätzliche Informationen |
| (Zeitraum, Wochen auf Platz eins, Interpret, Titel, zusätzliche Informationen) |                                                |                                                |                                                |                           |
| 31. Dezember 2005 – 10. Februar 2006 6 Wochen (insgesamt 9) | 9                                              | Carrie Underwood                               | Some Hearts                                    | —                         |
| 11. Februar 2006 – 17. Februar 2006 1 Woche (insgesamt 1) | 1                                              | Josh Turner                                    | Your Man                                       | —                         |
| 18. Februar 2006 – 17. März 2006 4 Wochen (insgesamt 13) | 13                                             | Carrie Underwood                               | Some Hearts                                    | —                         |
| 18. März 2006 – 24. März 2006 1 Woche (insgesamt 1) | 1                                              | Alan Jackson                                   | Precious Memories                              | —                         |
| 25. März 2006 – 7. April 2006 2 Wochen (insgesamt 15) | 15                                             | Carrie Underwood                               | Some Hearts                                    | —                         |
| 8. April 2006 – 14. April 2006 1 Woche (insgesamt 1) | 1                                              | Alan Jackson                                   | Precious Memories                              | —                         |
| 15. April 2006 – 21. April 2006 1 Woche (insgesamt 1) | 1                                              | Tim McGraw                                     | Reflected: Greatest Hits Vol. 2                | —                         |
| 22. April 2006 – 9. Juni 2006 7 Wochen (insgesamt 7) | 7                                              | Rascal Flatts                                  | Me and My Gang                                 | —                         |
| 10. Juni 2006 – 21. Juli 2006 6 Wochen (insgesamt 6) | 6                                              | Dixie Chicks                                   | Taking the Long Way                            | —                         |
| 22. Juli 2006 – 4. August 2006 2 Wochen (insgesamt 2) | 2                                              | Johnny Cash                                    | American V: A Hundred Highways                 | —                         |
| 5. August 2006 – 11. August 2006 1 Woche (insgesamt 1) | 1                                              | Rodney Atkins                                  | If You’re Going Through Hell                   | —                         |
| 12. August 2006 – 1. September 2006 3 Wochen (insgesamt 10) | 10                                             | Rascal Flatts                                  | Me and My Gang                                 | —                         |
| 2. September 2006 – 15. September 2006 2 Wochen (insgesamt 2) | 2                                              | Trace Adkins                                   | Dangerous Man                                  | —                         |
| 16. September 2006 – 6. Oktober 2006 3 Wochen (insgesamt 13) | 13                                             | Rascal Flatts                                  | Me and My Gang                                 | —                         |
| 7. Oktober 2006 – 13. Oktober 2006 1 Woche (insgesamt 1) | 1                                              | Kenny Chesney                                  | Live: Live Those Songs Again                   | —                         |
| 14. Oktober 2006 – 20. Oktober 2006 1 Woche (insgesamt 1) | 1                                              | Alan Jackson                                   | Like Red on a Rose                             | —                         |
| 21. Oktober 2006 – 27. Oktober 2006 1 Woche (insgesamt 1) | 1                                              | George Strait                                  | It Just Comes Natural                          | —                         |
| 28. Oktober 2006 – 3. November 2006 1 Woche (insgesamt 1) | 1                                              | Jimmy Buffett                                  | Take the Weather with You                      | —                         |
| 4. November 2006 – 10. November 2006 1 Woche (insgesamt 1) | 1                                              | Dierks Bentley                                 | Long Trip Alone                                | —                         |
| 11. November 2006 – 17. November 2006 1 Woche (insgesamt 1) | 1                                              | Alabama                                        | Songs of Inspiration                           | —                         |
| 18. November 2006 – 24. November 2006 1 Woche (insgesamt 1) | 1                                              | Kellie Pickler                                 | Small Town Girl                                | —                         |
| 25. November 2006 – 15. Dezember 2006 3 Wochen (insgesamt 3) | 3                                              | Keith Urban                                    | Love, Pain & the Whole Crazy Thing             | —                         |
| 16. Dezember 2006 – 29. Dezember 2006 2 Wochen (insgesamt 17) | 17                                             | Carrie Underwood                               | Some Hearts                                    | —                         |